# Straßen und Plätze in Ludwigshafen am Rhein/H

## Haardtstraße
67071 Ludwigshafen-Oggersheim
Haardt steht für einen Ortsteil von Neustadt an der Weinstraße (Haardt an der Weinstraße) und die Mittelgebirgslandschaft Haardt (Pfalz).
Die Haardtstraße ist eine kürzere Straße, die weitgehend parallel zur Dürkheimer Straße zwischen Friedrich-von-Bodelschwingh-Straße und Wilhelm-Tell-Straße verläuft.

## Halbergstraße
67061 Süd
Die Halbergerhütte war ein großer, traditionsreicher Eisenhüttenbetrieb in der Blütezeit der Schwerindustrie. An den zwei Standorten Saarbrücken und Ludwigshafen stellte das Unternehmen Produkte aus duktilem Gusseisen für den Rohrleitungsbau und für die Automobilindustrie her.
Die Halbergstraße wurde im Jahr 1881 im Zusammenhang mit dem Bau der Maschinenfabrik Gebrüder Sulzer angelegt. Sie war eine kurze Verbindungsstraße zwischen Rheinuferstraße und Mundenheimer Straße. Damals hieß sie Rheinstraße, 1960 wurde sie umbenannt, nachdem die Halberger Hütte 1941 die Firma Sulzer übernommen hatte.

## Hambacher Straße
67067 Ludwigshafen
Hambach an der Weinstraße war einst ein Winzerdorf und wurde im Jahre 1969 als Ortsteil in die kreisfreie Stadt Neustadt an der Weinstraße (Rheinland-Pfalz) eingemeindet, die direkt nordöstlich angrenzt. Der Ort gilt als Wiege der deutschen Demokratie, weil auf dem nahen Hambacher Schloss 1832 eine große Freiheitskundgebung stattfand, das Hambacher Fest.

## Hans-Böckler-Straße
67071 Ludwigshafen
Hans Böckler war ein Politiker und Gewerkschaftsfunktionär.

## Hans-Sachs-Straße
67061 Süd
Hans Sachs war ein Spruchdichter, Meistersinger und Dramatiker.

## Hans-Warsch-Platz
67071 Oggersheim

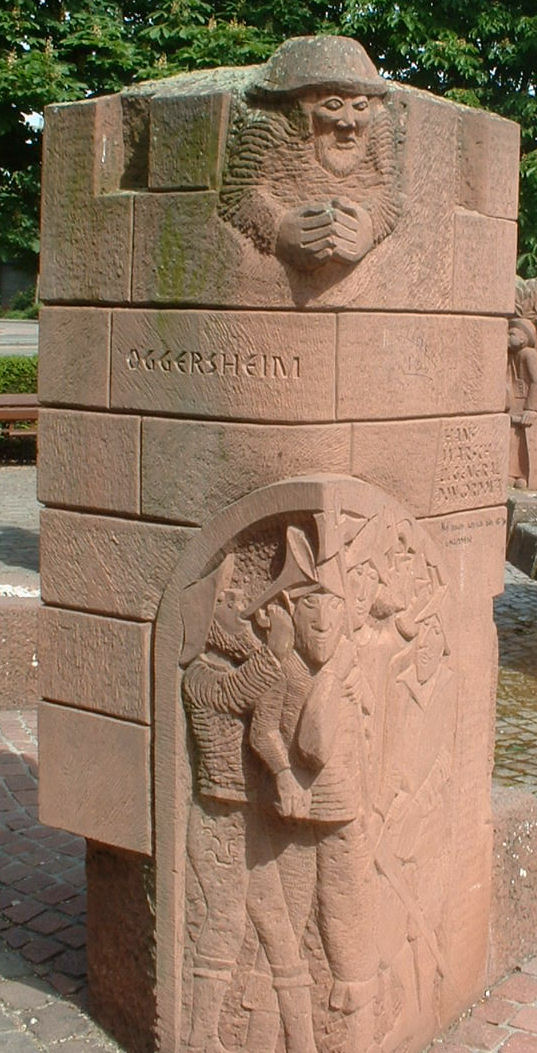
Hans Warsch auf dem Stadtteilbrunnen der Stadt Ludwigshafen

Hans Warsch war ein Schafhirt, der im 17. Jahrhundert in Oggersheim lebte. Er wurde bekannt durch eine Geschichte, die sich während der Belagerung Oggersheims während des Dreißigjährigen Kriegs zutrug und die Johann Philipp Abelinus in seinen „Wahrhaften Beschreibungen aller denkwürdigen Geschichten, die sich von 1617 bis 1629 zugetragen“ erzählt. Hans Warsch wird zum Held, indem er günstige Kapitulationsbedingungen für seine Stadt aushandelt und durch sein Verhalten verhindert, dass die Spanier die Stadt plündern.

## Hans-Warsch-Straße
67071 Oggersheim

## Hardenburgstraße
67065 Ludwigshafen
Die Hardenburg bei Bad Dürkheim am Ostrand des Pfälzerwaldes ist auch noch als Ruine eine der mächtigsten Burgen der Pfalz.

## Hartmannstraße
67063 Ludwigshafen
Jakob Freiherr von Hartmann war ein bayerischer General.
Die Hartmannstraße beginnt am Europaplatz und zieht bis zur Ganderhofstraße. Sie wurde 1885 nach dem bayerischen General umbenannt. Die Bebauung der Westseite zwischen Kanalstraße und Ganderhofstraße wurde 1980 abgebrochen, sodass der Blick auf die Gräfenaustraße frei wurde.

## Hauptstraße
67065 Ludwigshafen-Rheingönheim
Die Hauptstraße ist die älteste Straße in Rheingönheim und war Teil des im 18. Jahrhundert als Pappelallee angelegten ehemaligen Verbindungsweges zwischen Mannheim und Speyer. Noch im Jahr 1840 war Rheingönheim ein typisches Straßendorf, das sich an der Hauptstraße entlang zog. Bebaut waren sonst nur noch die Hintergasse (heute Schmiedegasse) und das Schulgässchen. Es gab damals 117 Häuser im Ort, davon allein in der Hauptstraße 66.
Während des Dritten Reiches hatte sie den Namen Adolf-Hitler-Straße.
Die Hauptstraße beginnt am neuen Friedhof von Rheingönheim, durchzieht den gesamten Ortskern und endet an der Mundenheimer Gemarkungsgrenze am Giulini-Platz, wo sie in Mundenheim von der Rheingönheimer Straße fortgesetzt wird.

## Haydnstraße
67061 Ludwigshafen-Süd
Joseph Haydn war ein führender österreichischer Komponist der Wiener Klassik.
Die Haydnstraße verläuft in einem Viertel, in dem noch weitere Straßen nach Komponisten benannt sind.

## Hebelstraße
67065 Ludwigshafen
Johann Peter Hebel gilt als der bedeutendste alemannische Mundartdichter. Bekannt wurde er vor allem durch seine „Alemannischen Gedichte“ und durch zahlreiche Kalendergeschichten.

## Hedwig-Laudien-Ring
67071 Ludwigshafen
Hedwig Laudien war eine Schriftstellerin.

## Hegelstraße
67063 Ludwigshafen
Georg Wilhelm Friedrich Hegel war ein Philosoph, der als wichtiger Vertreter des Deutschen Idealismus gilt.

## Heinigstraße
67059 Ludwigshafen-Mitte

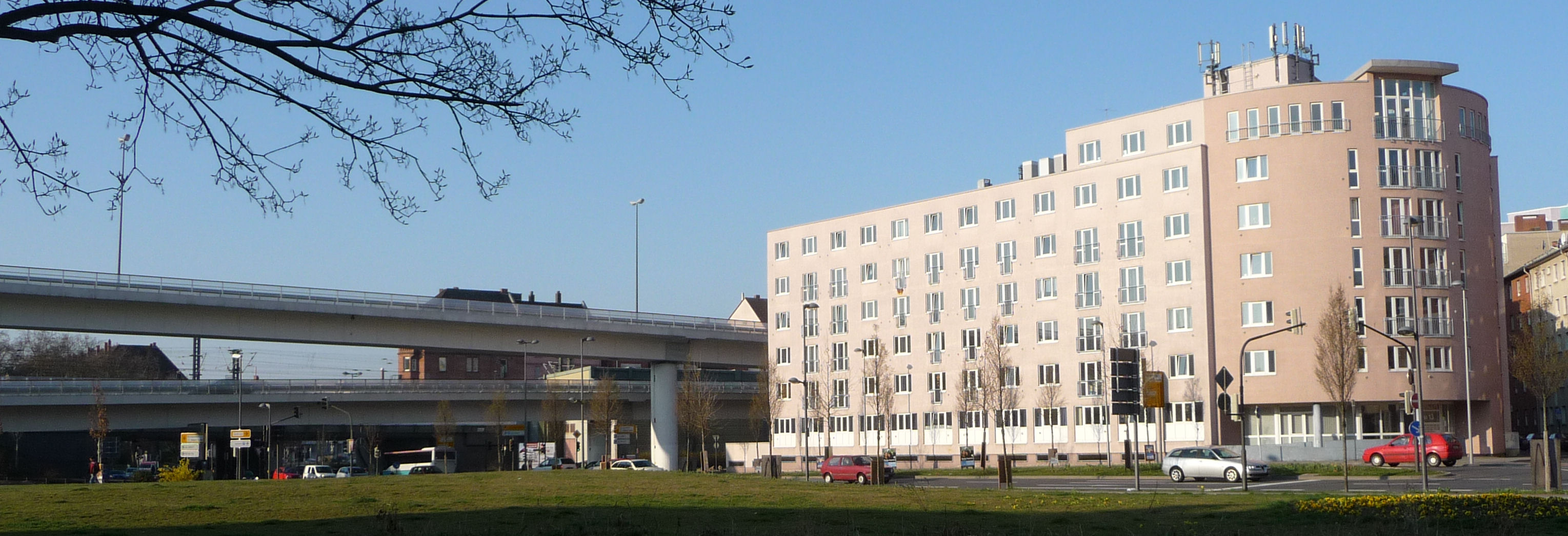
Studentenwohnheim in der Heinigstraße

Kurt Heinig war ein deutscher Lithograph, Politiker (SPD) und Journalist. Die Heinigstraße ist eine viel befahrene mehrspurige Straße im Zentrum der Stadt, an der unter anderem ein Studentenwohnheim und die Deutsche Staatsphilharmonie Rheinland-Pfalz liegen.

## Heinrich-Brüning-Straße
67071 Ludwigshafen
Heinrich Brüning war ein deutscher Politiker der Zentrumspartei und in der Spätphase der Weimarer Republik von 1930 bis 1932 Reichskanzler des Deutschen Reichs.

## Hemshofstraße
67063 Ludwigshafen-Hemshof
Der Hemshof ist der älteste Stadtteil von Ludwigshafen am Rhein. Zusammen mit den Stadtteilen Nord und West bildet er den Ortsbezirk Nördliche Innenstadt.
Die Hemshofstraße beginnt am Unteren Rheinufer und mündet in den Goerdelerplatz. 1885 wurde sie nach einem schon im 13. Jahrhundert urkundlich belegten, ehemaligen Bauernhof benannt. Zwischenzeitlich wurde sie in Gellertstraße umbenannt.
Auf der Südseite bilden die Dreifaltigkeitskirche und das in den 1920er Jahren errichtete Don-Bosco-Haus städtebauliche Akzente.

## Herderstraße
67065 Ludwigshafen
Johann Gottfried Herder war ein Dichter, Übersetzer, Theologe und Geschichts- und Kultur-Philosoph der Weimarer Klassik.

## Hermann-Hesse-Straße
67071 Ludwigshafen
Hermann Hesse war ein deutsch-schweizerischer Schriftsteller und Freizeitmaler. Seine bekanntesten Werke sind Der Steppenwolf, Siddhartha, Peter Camenzind, Demian, Narziß und Goldmund und Das Glasperlenspiel.

## Hermann-Hofmann-Straße
67059 Ludwigshafen
Hermann Hofmann war ein deutscher Lehrer und Politiker (ZENTRUM).

## Hermann-Löns-Weg
67067 Ludwigshafen
Hermann Löns war ein Journalist und Schriftsteller. Schon zu Lebzeiten wurde er als Natur- und Heimatdichter zum Mythos.

## Herxheimer Straße
67065 Ludwigshafen
Herxheim ist der Name zweier Gemeinden: Herxheim bei Landau/Pfalz im Landkreis Südliche Weinstraße und Herxheim am Berg im Landkreis Bad Dürkheim.

## Hilgundstraße
67067 Ludwigshafen-Rheingönheim
Die Hilgundstraße ist eine kurze Verbindungsstraße zwischen der Hauptstraße und Bolandenstraße. Ursprünglich hieß sie im Abschnitt zwischen Hauptstraße und Altfriedhofstraße Kirchhofstraße, im nördlichen Bereich Oggersheimer Weg. Später wurde sie in ihrer gesamten Ausdehnung Hindenburgstraße genannt. 1960 erhielt sie ihre heutige Bezeichnung in Erinnerung an das Hilgundsgut, einen der sieben großen in Rheingönheim angesiedelten Höfe der Herrschaft Hirschhorn.

## Hillensheimer Straße
67071 Ludwigshafen
Der Hillensheimer Hof ist eine Wüstung in der Gemeinde Mutterstadt.

## Himmeroder Weg
67071 Ludwigshafen-Rheingönheim
Das Kloster Himmerod ist eine 1134/35 durch Bernhard von Clairvaux gegründete Zisterzienser-Abtei in der Eifel.

## Hindenburgstraße
67067 Ludwigshafen-Maudach
Paul von Hindenburg (1847–1934) war im Ersten Weltkrieg deutscher Generalfeldmarschall, Chef der Obersten Heeresleitung (OHL), danach Pensionär und von 1925 bis 1934 Präsident des Deutschen Reiches. Zusammen mit seinem Stellvertreter in der OHL, Erich Ludendorff, propargierte er ab 1918 recht erfolgreich die sogenannte „Dolchstoßlegende“, um von seinem eigenen militärischen Versagen als Heerführer im Ersten Weltkrieg abzulenken. Diese Verschwörungstheorie wälzte das Odium der Niederlage von den verantwortlichen Kräften des Kaiserreichs auf die demokratischen politischen Parteien ab, die von diesem Zeitpunkt an die junge Republik tragen mussten. Als Vertreter des antirepublikanischen „Reichsblocks“ 1925 erstmals zum Reichspräsidenten gewählt, ernannte Hindenburg in seiner zweiten Amtszeit Adolf Hitler am 30. Januar 1933 zum Reichskanzler. In der Folge ermöglichte er den Nationalsozialisten, eine Diktatur zu errichten. Am 1. Februar 1933 löste Hindenburg den Reichstag auf und unterzeichnete die Notverordnungen, mit denen die Presse- und Meinungsfreiheit eingeschränkt und die Grundrechte aufgehoben wurden.

## Hoheneckenstraße
67065 Ludwigshafen-Mundenheim
Hohenecken ist ein Ort im Pfälzerwald, welcher seit 1969 in den Stadtkreis Kaiserslautern eingemeindet ist. Über dem Stadtteil thront die Burg Hohenecken.
Die Hoheneckenstraße zieht sich quer durch den Süden Mundenheims von der Rheingönheimer Straße zur Altriper Straße.

## Hohenzollernstraße
67063 Ludwigshafen
Das Haus Hohenzollern war neben den Habsburgern eines der bedeutendsten deutschen Fürstengeschlechter, ursprünglich aus dem schwäbischen Raum.
Die in den 1890er Jahren breit angelegte Hohenzollernstraße durchquert den gesamten nördlichen Stadtteil und endet in Friesenheim an der Kreuzung mit der Sternstraße. Ihren Namen trägt sie seit 1898.
Im südlichen Bereich setzen die Marienkirche und der Gebäudekomplex des Krankenhauses Akzente.

## Hölderlinstraße
67071 Ludwigshafen
Friedrich Hölderlin zählt zu den bedeutendsten deutschen Lyrikern. Die um 1912 angelegte Verbindungsstraße zwischen Schiller- und Raiffeisenstraße hieß ursprünglich Goethestraße, bis sie im Jahr 1962 in Hölderlinstraße umbenannt wurde.

## Homburger Straße
67063 Ludwigshafen
Homburg ist die Kreisstadt des Saarpfalz-Kreises im Saarland.

## Hopfenstraße
67065 Ludwigshafen
Hopfen (Humulus) ist eine Pflanzengattung aus der Familie der Hanfgewächse (Cannabaceae). Der Echte Hopfen (Humulus lupulus L.), ist eine ausdauernde Pflanze, die bis zu fünfzig Jahre alt werden kann und u. a. zum Bierbrauen benutzt wird.

## Hugenottenstraße
67069 Ludwigshafen
Hugenotten ist die etwa seit 1560 gebräuchliche Bezeichnung für die französischen Protestanten im vorrevolutionären Frankreich. Ihr Glaube war stark von der Lehre Johannes Calvins beeinflusst.